# Милош Стојићевић Поцерац
Милош Стојићевић Поцерац (Велика Врањска, 1776 — Поцерски Метковић, август 1811) био је српски јунак, војвода и великан Првог српског устанка.

## Биографија
Рођен је 1776. године у Великој Врањској код Шапца. Његови преци воде порекло из Херцеговине, одакле су се, под притиском Турака, најпре иселили у Сремску Митровицу, а потом су прешли у (оновремену) Србију, у Велику Врањску. Милошеви родитељи звали су се Илинка и Филип.
Писменост је стекао у манастиру Радовашници који се налази под Цером. Учећи да чита и да пише, у Радовашници је провео три године, јер редовних школа у то време није било.
Милош је био средњег раста, широких плећа, дуге смеђе косе коју је плео у плетеницу и савијену носио под калпаком, дугих бркова и оштрог погледа. По нарави је био весео и оран за шалу.
Погинуо је, помало наивно и ненадано, почетком августа 1811. године. У то време, у Поцерини харао је хајдук Петар Прелић, звани Прело. Милош га је са својим људима опколио у шуми Липовици (Поцерски Метковић). У жељи да га ухвати живог потрчао је ка њему, али се Прелић није хтео предати. Једним хицем оборио је Милоша са коња. Прелића су убили Милошеви пратиоци.
Сахрањен је код цркве у Добрићу (крај Шапца).

## Писар
Био је писар обор-кнеза поцерског Илије Марковића из Грушића (код Шапца). Затим је прешао за писара код великог поцерског кнеза Михаила Ружичића из Поцерског Метковића (код Шапца) коме је у међувремену умро писар. На дужности кнежева писара дочекао је Први српски устанак.

## Први српски устанак
Одмах се укључио у борбу, обилазио поцерска села и дизао људе на оружје. Првих дана устанка Милош је са неколико устаника крстарио Бећиним брдом и спречавао излазак Турака из Шапца. Пред напад на Шабац, 1804. године, Михаило Ружичић и Милош Стојићевић окупили су 500 Поцераца, од чега 200 коњаника. Тада га је Јаков Ненадовић поставио за буљубашу.

### Мишарска битка
За поцерског војводу, Карађорђе га је поставио пред Мишарску битку која се одиграла у лето 1806. године. Било је то у оно време када је Карађорђе из главног устаничког логора на Бељину у неколико наврата ишао у поцерска села: Грушић, Десић, Милошевац. Војводом је Милоша прогласио у селу Дворишту, где је Карађорђе заноћио на Милошев предлог. Иако млад, међу војводама био је веома цењен. Учествовао је са најистакнутијим војводама у одређивању политике одбране пред Мишарску битку (Карађорђев ратни савет). У бици је предводио своје Поцерце и погубио Мехмед-капетана из Зворника. Нарочито се истакао у гоњењу Турака после Мишарске битке. Заједно са Стојаном Чупићем и протом (Николом) Смиљанићем пресецао је Турцима правце повлачења кроз Китог. Том приликом, заробио је целокупну опрему Кулин-капетана са коњем и чувеном сабљом, на којој су били исписани берати Кулинове фамилије. За сабљу, Кулинова родбина давала је онолико злата колико је била тешка, али је Милош то одбио.

### Касније борбе
Наредних година учествовао је у многим борбама против Турака у западној Србији и Семберији. Нарочито је познат његов мегдан с Мехом Оругџићем, заповедником Бијељине и дела Босне. У судару на отвореном пољу, Милош је био бржи, окретнији, спретнији, и погубио је Турчина.
Истакао се и у Боју на Лозници, 1810. године.